# ميناء الصليف
ميناء الصليف يعتبر من أهم الموانئ الاستراتيجية في اليمن، يقع في الشمال الغربي لمدينة الحديدة ويبعد عنها بمسافة تصل إلى 60 كم، وكان قديماً يتم تصدير الملح منه، ويتميز الميناء بالأعماق الكبيرة التي تصل إلى 50 قدم بحيث يستطيع استقبال بواخر عملاقة تصل حمولتها إلى 55000 طن، ويتميز بحمايته الطبيعية من الأمواج بجزيرة كمران. يقع الميناء على خط عرض 07/15 شمالاً ، وخط طول 40/42 شرقاً.
ويقع الميناء على منجم من الملح يبلغ ما يقارب عشرون مليون طن بحسب التقديرات البيولوجية، وتبلغ المساحة الإجمالية للحرم الداخلي والمحدد بسور بحوالي 808.989 متر مربع إلى البوابة الخارجية.

## الموقع
يقع ميناء الصليف على خط عرض 07/15 درجة شما لا ، وخط طول 40/42 درجة شرقا 00 في الشمال الغربي لمدينة الحديدة ويبعد عنها بمسافة 60 كيلومتر طولي .

## البيانات الأساسية
- توقيت المنطقة : جرينتش + 3ساعات .

- كود الموجه :14-16 C.H ( VHF )

توافق الميناء مع المدونة الدولية ( ISPS ) :
- رقم التعريف : ( 4 – 2010 )

- تاريخ الموافقة : ( 13 / فبراير 2010 م)

## الخصائص الطبيعية
- الطقس : دافئ نسبياًفي فصل الصيف معتدل في فصل الشتاء

- كثافة الماء النسبية : ( 1,025)

- موسم الأمطار :تسقط الأمطاربكميات قليلة ويقع موسم سقوط الأمطار مابين الأشهر(فبراير، يوليو، أغسطس , ديسمبر ) والمتوسط السنوي لكمية الأمطار100ملم

- مقدار المد والجزر : متوسط المد والجزر ( 08.)

## الأهمية والإمتيازات
ميناء الصليف أحد الموانئ التابعة لمؤسسة موانيء البحر الأحمر اليمنية الذي يتميز بأعماق كبيرة ويستقبل سفن حمولتها الوزنية خمسين الف طن ، وتحميه جزيرة كمران حماية طبيعية من الأمواج لتشكل منطقة رسوآمنة ، بالإضافة إلى صلاحيته لاستقبال سفن الترانزيت .

### الهدف من إنشاء الميناء
- إستغلال المميزات الطبيعية التي يتمتع بها الميناء وذلك لإستيعاب أجيال جديدة من السفن العملاقة ذات الأوزان الكبيرة والتي تحتاج إلى أعماق كبيرة وواسعة .

- توجه الدولة نحو إنشاء موانئ جديدة بهدف خلق فرص جديدة للتنمية والاستثمار وإيجاد فرص جديدة للأيادي العاملة في المنطقة .

## المقومات الخاصة
- إجمالي المساحة الكلية : (33.174.313) متر 2 .
-المساحة المائية :(32.056.513)متر 2 .
- المساحة الأرضية :(1.117.800) متر 2 .

## المقومات الإنتاجية
الطاقة التصميمية القصوى : ( 2.500.000طن سنوياً ) .
للبضائع : صب جاف (2.500.000) طن .

## الخصائص الملاحية
- الأعماق : 14متر .

- لا يوجد طول أو عرض للممر الملاحي ولا يوجد قطر محدد لدائرة الدوران نظراً لأن الأعماق طبيعية حيث تصل الاعماق من 15 – 22 متر .

مناطق الاقتراب
- يوجد مسار يحدد درجة الدخول بما يخص المدخل الجنوبي As Salif block house & run in Line) ْ 060)

- ويوجد مدخل أخر من شمال جزيرة كمران وهو المدخل الأساسي والمعتمد .

الإرشاد
إجباري من بداية المدخل الرئيسي .
القطر
إجباري في منطقة التراكي . 

## تجهيزات الميناء
- الأرصفة :رصيف أساسي بطول450متر وعمق 14متر.
رصيف مساعد بطول 60متر وعمق 6متر.
- ساحات أسفلتيه :بمساحة (18000) متر مربع .
- ساحات ممهدة :بمساحة ( 56500) متر مربع .
- سكة حديدية:للكرينات الكهربائية الثابتة على الأرصفة
- لنش بحري :للقيام بعملية الإرشاد والقطر وبالإمكان استدعاء لنشات أخرى إذا دعت الحاجة لذلك .
- محطة كهرباء :لتوفير الطاقة الكهربائية اللازمة للميناء وتمتد خدماتها لتشمل قرية الصليف .
- سيارة إطفاء حديثة : مجهزة تحسباً لأي طارئ في اطار الحرم الداخلي للميناء والمشاركة على مستوى المديرية .
- كما يوجد بالميناء عدد من المباني والمنشئات والمرافق الخدمية (( إدارية وسكنية وأمنية )) وطريق أسفلتي مزدوج بطول 1500متريربط الأرصفة بالبوابة الخارجية للميــــــناء .